# Alice Dwyer
Alice Dwyer, pseudonimo di Alice Deekeling (Berlino, 8 giugno 1988), è un'attrice tedesca.
Tra cinema e televisione, ha partecipato ad oltre una settantina di differenti produzioni, a partire dal 2000.

## Biografia
Alice Deekeling, in seguito nota con lo pseudonimo Alice Dwyer, nasce a Berlino l'8 giugno 1988.
Fa il proprio debutto sul grande schermo a soli 11 anni (con il suo nome vero) nel film, diretto da Ulla Wagner Anna Wunder, dove interpreta il ruolo di Anna, la figlia di un alcolista.
Dal 2014 al 2017 è nel cast principale della serie televisiva poliziesca Il commissario Claudius Zorn (Zorn), dove interpreta il ruolo del procuratore generale Frieda Borck.

## Filmografia parziale

### Cinema
- Anna Wunder, regia di Ulla Wagner (2000)
- Heidi (2001)
- Baby (2002)
- Erbsen auf halb 6 (2004)
- Das Lächeln der Tiefseefische (2005)
- Kombat Sechzehn (2005)
- Was ich von ihr weiß (2005)
- Body Rice (2006)
- Les Européens (2006)
- Das Schuhwerk von Soldaten - cortometraggio (2008)
- Die Tränen meiner Mutter (2008)
- Wie Matrosen (2010)
- Una vita tranquilla, regia di Claudio Cupellini (2011)
- Puppe, Icke & der Dicke (2012)
- La ragazza dalle nove parrucche (Heute bin ich blond), regia di Marc Rothemund (2013)
- Ma folie (2015)
- Strawberry Bubblegums (2016)
- Gli invisibili (Die Unsichtbaren), regia di Claus Räfle (2017)
- Am Ende ist man tot, regia di Daniel Lommatzsch (2018)
- Isola nera, regia di Miguel Alexander (2021)

### Televisione
- Jagd auf den Flammenmann - film TV, regia di Uwe Janson (2003)
- Geschlecht weiblich - film TV (2003)
- Tatort - serie TV, 5 episodi (2006-2018)
- Teufelsbraten - film TV (2007)
- Meine böse Freundin - film TV (2007)
- Krimi.de - serie TV, episodio 4x8 (2007)
- Lutter - serie TV, episodio 1x3 (2008)
- Kommissarin Lucas - serie TV, episodio 1x9 (2008)
- Il commissario Schumann - serie TV 4x10 (2010)
- Marie Brand - serie TV, 1 episodio (2011)
- Polizeiruf 110 - serie TV, episodio 42x5 (2013)
- Ultima traccia: Berlino - serie TV 2x6 (2013)
- Let's Go! - film TV (2014)
- Squadra Omicidi Istanbul - serie TV, episodi 1x15-1x16 (2016)
- Il commissario Claudius Zorn (Zorn) - serie TV, 5 episodi (2014-2017)
- Löwenzahn - serie TV, episodio 36x6 (2016)
- Kommissar Marthaler: Die Sterntaler-Verschwörung - film TV (2017)
- Der Amsterdam-Krimi - serie TV, 8+ episodi (2018-in corso)

## Premi e nomination (lista parziale)
- 2008: Premio come miglior attrice giovane al Festival Max Ophüls per Höhere Gewalt
- 2013: Nomination come miglior attrice non protagonista al Deutscher Filmpreis per Spuren des Bösen - Racheengel
- 2015: Premio come miglior attrice drammatica al Filmkunstfest Mecklenburg-Vorpommern per Ma folie
- 2016: Nomination al Premio Romy come attrice emergente per Ma folie

## Doppiatrici italiane
- Giò-Giò Rapattoni ne Il commissario Claudius Zorn[4]